# Synagoge (Palaprat)

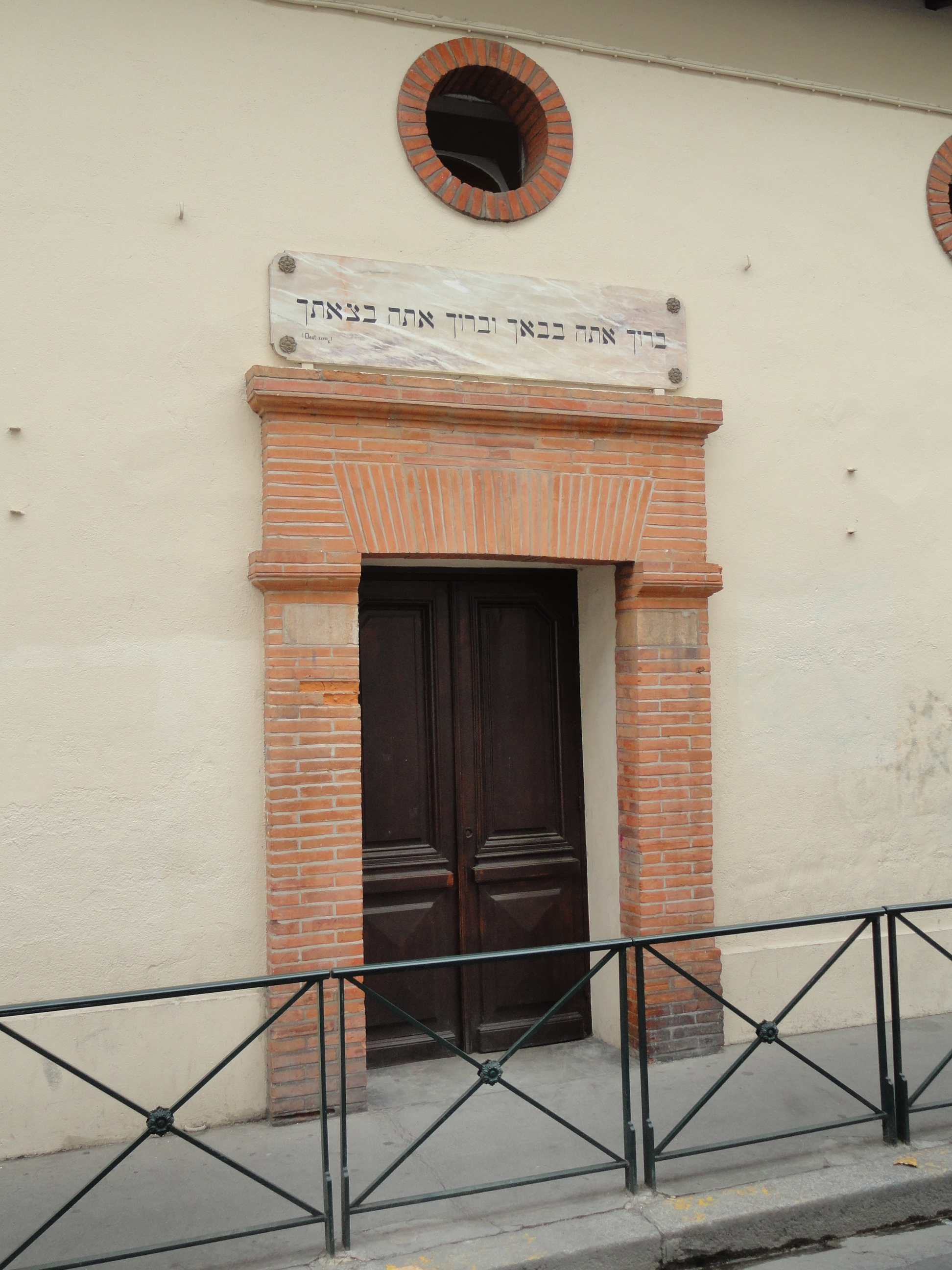
Haupteingang der Synagoge

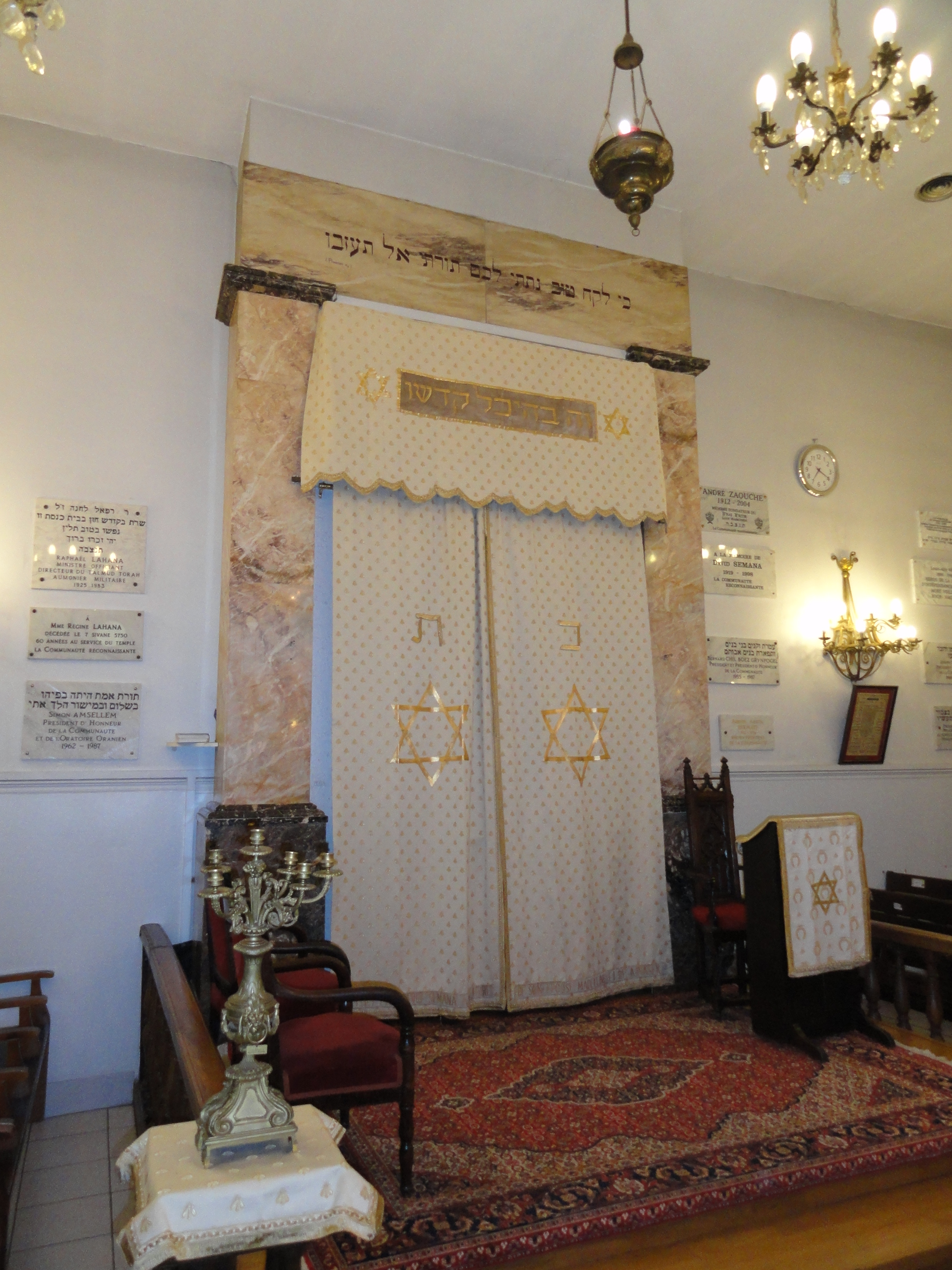
Toraschrein

Die Synagoge Palaprat ist die älteste Synagoge in Toulouse, der Hauptstadt der französischen Region Okzitanien. Die Synagoge an der Nr. 2 rue Palaprat wurde 1856/57 errichtet.   

## Beschreibung
Die Synagoge ist ein einfaches für eine kleine jüdische Gemeinde errichtetes Bauwerk und nicht mit repräsentativen Synagogenbauten vergleichbar, die in der Mitte des 19. Jahrhunderts in Bayonne und Bordeaux errichtet wurden. Lediglich durch die hebräische Inschrift über dem Eingang ist das jüdische Gotteshaus von außen erkennbar.  
Der rechteckige Betsaal ist ungefähr neun Meter breit und zwölf Meter lang. Der Toraschrein an der Ostseite ist über drei Stufen zu erreichen. Er wird von zwei Pilastern aus rosa Marmor gerahmt. Die Bimah steht in der Mitte des Raumes, was dem sephardischen Ritus entspricht. Die dreiseitige Frauenempore wird von sechs Säulen und vier Pfeilern getragen.